# Омыление
Омыле́ние — процесс превращения сложных эфиров жирных кислот в мыла и спирты под действием растворов щелочей (например, раствора гидроксида натрия). Мыла представляют собой соли жирных кислот, которые, в свою очередь, являются карбоновыми кислотами с длинными углеродными цепями.

## Омыление жиров
Триглицериды жирных кислот, содержащиеся в растительных маслах и животных жирах, могут быть подвергнуты омылению. Они могут быть преобразованы в мыло в одну или две стадии. В традиционном одностадийном процессе жиры обрабатываются сильным основанием (например, щёлочью), которое расщепляет эфирную связь, высвобождая соли жирных кислот (мыла) и глицерин. Этот процесс также является основным промышленным методом получения глицерина.
В некоторых способах получения мыла глицерин далее не извлекается из конечного продукта, но при необходимости мыла можно осадить методом высаливания хлоридом натрия.

### Механизм омыления жиров
Ниже представлена схема омыления жиров щелочами.
На первом этапе гидроксид-анион присоединяется к карбонильной группе сложного эфира, образуя ортоэфир:
Далее вытеснение алкоксида из ортоэфира приводит к образованию карбоновой кислоты:
Ион алкоксида является сильным основанием, поэтому протон переносится от карбоновой кислоты к иону алкоксида, образуя спирт: